# فرودگاه مانسون
فرودگاه مانسون (به انگلیسی: Munson Airport) یک فرودگاه خصوصی است که یک باند فرود چمن دارد و طول باند آن ۲۵۱ متر است. این فرودگاه در شهر جانکشن سیتی، اورگن کشور ایالات متحده آمریکا قرار دارد و در ارتفاع ۹۲ متری از سطح دریا واقع شده‌است.